# Arotrophora
Arotrophora là một chi bướm đêm trong họ Tortricidae. Chúng có mặt ở Úc, nơ đây nó có quan hệ mật thiết với họ thực vật Proteaceae. Tất cả các loài ấu trùng là sâu đục thêm của hoa Banksia.

## Phân loại
Các loài trong chi Arotrophora gồm:
- ? Arotrophora amorpha
- Arotrophora anemarcha (Lower, 1902)
- Arotrophora arcuatalis (Walker, 1865) (Banksia Boring Moth)
- Arotrophora canthelias Meyrick, 1910
- Arotrophora charistis Meyrick, 1910
- Arotrophora crustata Meyrick, 1912
- Arotrophora diadela Common, 1963
- Arotrophora ericirra Common, 1963
- Arotrophora euides Turner, 1927
- ? Arotrophora hemiplecta
- ? Arotrophora labyrinthodes
- Arotrophora ochraceellus Walker, 1863
- ? Arotrophora pantoeodes
- ? Arotrophora polypasta
- Arotrophora sinocosma Turner, 1926

Tất cả các loài này ở Úc, mặc dù chúng cũng có mặt ở Papua.